# شورش‌های بخش شمال شرقی دهلی
شورش‌های شمال شرق دهلی (انگلیسی: North East Delhi riots) بخشی از اعتراضات به اصلاحیه قانون شهروندی و ثبت ملی شهروندان است که از ۲۴ فوریه ۲۰۲۰ در بخش شمال شرقی دهلی آغاز شد و طی آن دست کم ۴۶ تن کشته و بیش از ۲۰۰ نفر زخمی شدند. در روز ۲۳ فوریه کاپیل میشرا، رهبر حزب حزب بهاراتیا جاناتا، به پلیس دهلی اولتیماتوم داد که خیابان‌هایی که توسط معترضان مسدود شده را بازگشایی کند و گفت اگر این تقاضا اجابت نشود، خود به زور اقدام خواهد کرد. در پی این اولتیماتوم، شورشی خشونت بار درگرفت که طی آن عده ای از شهروندان و پلیس کشته شدند و به مغازه‌ها، خانه‌ها و وسایل نقلیه آسیب رسید. پلیس هند متهم شد که اقدامات کافی برای جلوگیری از بروز خشونت به عمل نیاورده است و اعلام کرد که ۱۰۶ تن از آشوبگران را دستگیر کرده‌است.

## خشونت
مشرق نیوز به نقل از روزنامه گاردین به بیان درگیری و خشونت علیه مسلمانان در هند پرداخت که در پی اعتراضات مسلمانان علیه لایحه اعطای شهروندی به مهاجران بوجود آمد که در آن مسلمانان نادیده گرفته شده بودند و از نظر منتقدان دولت «نارندرا مودی» این قانون برای به حاشیه راندن مسلمانان و در واقع اهانت به قانون اساسی هند است.
به گزارش شبکه ان دی تی وی (NDTV) از دهلی تا یکشنبه یکم مارس ۲۰۲۰ پس از پیدا شدن سه جسد دیگر در این شهر تعداد کشته شدگان به ۴۶ تن رسید و بیش از ۲۰۰ تن نیز در خشونت‌های اخیر گزارش شده‌است.

## واکنش‌ها
عمران خان نخست‌وزیر پاکستان به جامعه بین‌الملل هشدار داد که وقایع هند زمینه‌ساز تکرار وقایعی مشابه آنچه که در میانمار رخ داد می‌شود. عمران خان تصریح کرد که حزب حاکم هند در حال زمینه‌سازی تکرار نسل‌کشی میانمار در هند و حذف جمعیت اقلیت آن است.